# La Victoria (Amazonas)
La Victoria is een gemeente in het Colombiaanse departement Amazonas. De gemeente telt 990 inwoners (2007). De belangrijkste landbouwproducten van de gemeente zijn bananen, yuca en chontaduro.
El Encanto · La Chorrera · La Pedrera · La Victoria · Leticia · Mirití-Paraná · Puerto Alegría · Puerto Arica · Puerto Nariño · Puerto Santander · Tarapacá